# Andrômeda XVI
Andrômeda XVI é uma galáxia anã esferoidal que está localizada na constelação de Andrômeda. Esta galáxia é um satélite da Galáxia de Andrômeda (M31). Andrômeda XVI foi descoberta no ano de 2007.